# My Heart Belongs to Daddy
My Heart Belongs to Daddy is een Amerikaanse filmkomedie uit 1942 onder regie van Robert Siodmak.

## Verhaal
Joyce Whitman is een exotische danseres, die terechtkomt in het huis van de weduwnaar Richard Kay en zijn bemoeizieke schoonfamilie. De aanwezigheid van Joyce zet het huishouden van Richard danig op zijn kop.

## Rolverdeling
| Acteur            | Personage        |
| ----------------- | ---------------- |
| Richard Carlson   | Richard Kay      |
| Martha O'Driscoll | Joyce Whitman    |
| Cecil Kellaway    | Alfred Fortescue |
| Frances Gifford   | Grace Saunders   |
| Florence Bates    | Mevrouw Saunders |
| Mabel Paige       | Zuster Eckles    |
| Velma Berg        | Babs Saunders    |
| Francis Pierlot   | Dokter Mitchell  |
| Ray Walker        | Eddie Summers    |
| Fern Emmett       | Josephine        |
| Milton Kibbee     | Chauffeur        |
| Betty Farrington  | Kokkin           |